# 武康路2号花园住宅
武康路2号住宅是中国上海的一处历史建筑，位于今徐汇区武康路2号（华山路口）。该建筑建于1922年，3层花园住宅。1926年，绸业大王莫觞清买下该建筑作为住宅。
2005年，武康路2号住宅被列为第四批上海市优秀历史建筑，编号4D025。